# Poltava
För andra betydelser, se Poltava (olika betydelser).

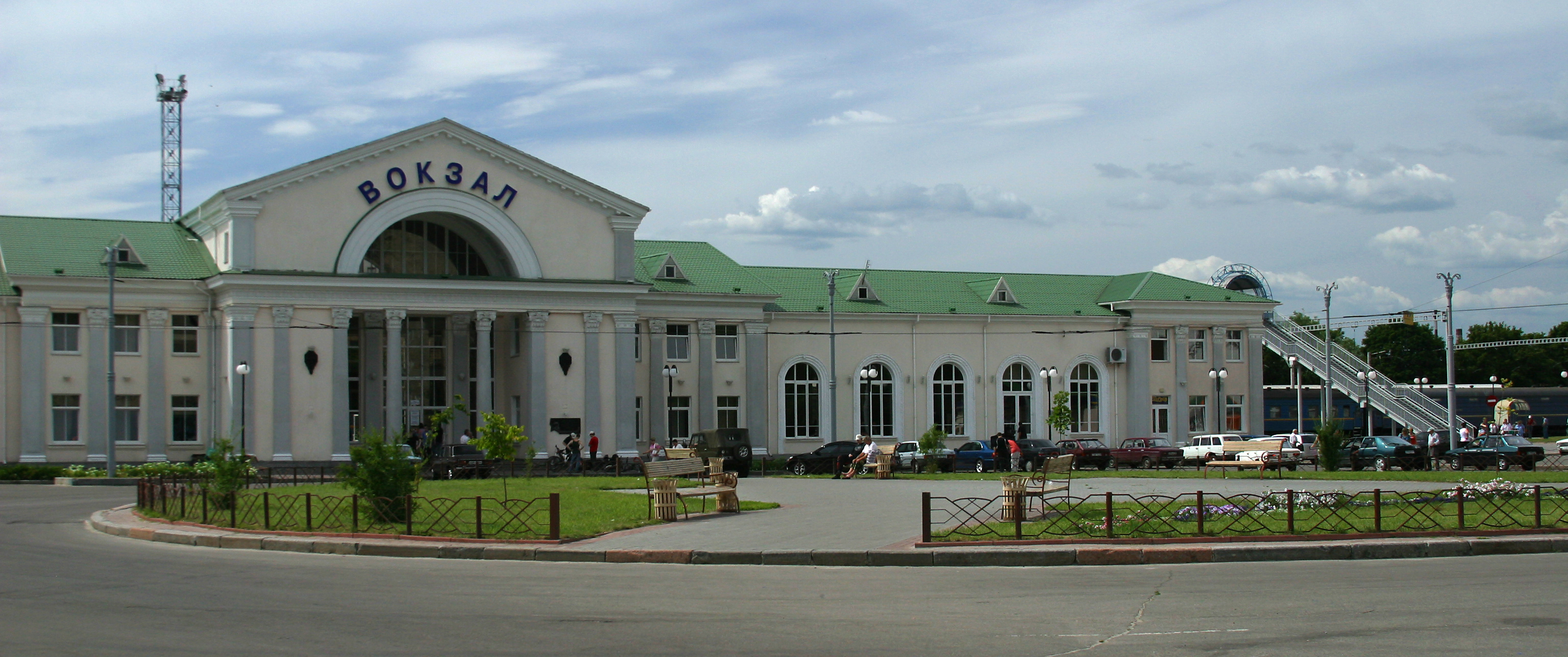
Järnvägsstationen i Poltava.

Poltava (ukrainska: Полтава lyssna (fil), ryska: Полтава, polska: Połtawa) är en stad i Poltava oblast i centrala Ukraina. Staden är belägen vid floden Vorskla, cirka 303 kilometer sydost om Kiev. Poltava beräknades ha 279 593 invånare i januari 2022. Utöver ukrainska talas även ryska i staden.

## Historik
Vid staden finns lämningar från paleolitikum, samt från skyterna. Även den bulgariske khanen (Asparuchs far) Kubrats grav har återfunnits i området. Staden omnämns första gången år 1174 under namnet Ltava. Området tillhörde Litauen från 1300-talet; den kom under polsk administration inom Polen-Litauen år 1569. Poltava erövrades 1648 av den rutensk-polske magnaten Jeremi Wiśniowiecki (1612–1651). Poltava var bas för ett framstående kossackregemente. År 1667 överfördes staden till det ryska riket. År 1709, den 28 juni, stod vid staden slaget vid Poltava, en av de mest betydelsefulla drabbningarna i det stora nordiska kriget.

## Sport
- FK Vorskla Poltava